# Catriona Fallon
Catriona Mary Fallon (* 8. August 1970 in Burlingame, Kalifornien) ist eine ehemalige US-amerikanische Ruderin.  
Die 1,85 m große Catriona Fallon gewann bei den Weltmeisterschaften 1993 die Silbermedaille mit dem amerikanischen Achter hinter dem rumänischen Boot. Im Jahr darauf trat Catriona Fallon bei den Weltmeisterschaften in Indianapolis in zwei Bootsklassen an. Im Vierer ohne Steuerfrau erkämpften Catriona Fallon, Amy Fuller, Anne Kakela und Monica Tranel-Michini hinter dem niederländischen Vierer Silber, im Achter siegten die deutschen Ruderinnen vor den Amerikanerinnen. Bei den Weltmeisterschaften 1995 in Tampere startete Catriona Fallon nur mit dem amerikanischen Achter und gewann ihren einzigen Weltmeister-Titel. Im Jahr darauf bei den Olympischen Spielen in Atlanta belegte sie mit dem US-Achter den vierten Platz. 